# ساکو کیمورا
ساکو کیمورا (انگلیسی: Saeko Kimura؛ زادهٔ ۲۸ ژانویهٔ ۱۹۶۳) ورزشکار شنای موزون اهل ژاپن است.
وی در مسابقات کشوری و بین‌المللی در مجموع برندهٔ ۱ مدال برنز شده‌است.